# Aleš Košnar
Aleš Košnar (* 2. ledna 1944, Praha) je český herec a dramaturg.
Začínal jako dětská hvězda ve filmu. Po absolvování DAMU působil v divadle v Ostravě, Příbrami, hostoval v divadle Atelier. Jako dramaturg pracoval pro Československou televizi.

## Filmografie
- 1984 Sanitka (TV seriál)
- 1978 Stíhán a podezřelý
- 1976 Boty plné vody
- 1974 Dvacátý devátý
- 1973 Horká zima
- 1973 Známost sestry Aleny
- 1972 Půlnoční kolona
- 1967 Automat na přání
- 1966 Dáma na kolejích
- 1966 Kočky neberem
- 1964 Místo v houfu
- 1964 Vajíčko
- 1963 Alcron (studentský film)
- 1963 Tak blízko u nebe
- 1962 Horoucí srdce
- 1957 Škola otců